# IP Gruppo API
IP (Italiana Petroli), également connue sous le nom d'IP Gruppo API, est une marque italienne de pétrole et d'énergie appartenant au API. Elle est active dans le secteur des carburants et des services de mobilité.
Elle voit le jour en mai 1974 à la suite du rachat par Eni des activités italiennes de Shell à la fin de l'année 1973,.En 2005, il a été vendu à API,.
En 2017, à la suite du rachat de TotalErg par API, IP se dote d'un réseau de plus de 5 000 stations-service,,.